# Silvan Šalom
Silvan Šalom, hebrejsky  סילבן שלום (narozen 4. října 1958 Gabès, Tunisko), je izraelský politik, který od května 2015 zastával ve čtvrté vládě Benjamina Netanjahua pozici vicepremiér a ministr vnitra, a to až do 20. prosince 2015, kdy rezignoval na své vládní posty a poslanecký mandát pro obvinění ze sexuálního obtěžování. V předchozích izraelských vládách zastával množství ministerských postů, včetně šéfa resortů zahraničních věcí, financí, energetiky a vodních zdrojů, regionálního rozvoje a rozvoje Negevu a Galileje.

## Biografie
Narodil se ve městě Gabès v Tunisku a aliju do Izraele uskutečnil v roce 1959. Jako většina Izraelců vstoupil v 18 letech do izraelské armády a dosáhl hodnosti seržanta.
Absolvoval Ben-Gurionovu univerzitu v Negevu v Beerševě, kde získal titul bakalář ekonomie (B.A.). Dále absolvoval Telavivskou univerzitu, kde studoval práva a získal titul L.L.B. a titul magistr (M.A.).
Před politickou kariérou působil jako novinář. V roce 1992 byl zvolen do Knesetu za stranu Likud. V rámci strany je prominentní sefardský politik. Velmi nečekaný byl jeho postup na post ministra zahraničních věcí, kde nahradil Benjamina Netanjahua. Stalo se tak poté, co Strana práce v roce 2002 opustila vládu.
Koncem roku 2005 se ucházel o křeslo předsedy Likudu a nakonec se za Benjaminem Netanjahu umístil na druhém místě, což mu zajistilo druhé místo na kandidátce Likudu v parlamentních volbách v roce 2006. V těch svůj mandát obhájil, podobně jako ve volbách v roce 2009 a 2013. Od roku 2009 stojí v čele resortů regionálního rozvoje a rozvoje Negevu a Galileje. Od března 2013 navíc i v čele ministerstva energetiky a vodních zdrojů.
Poslanecký mandát obhájil rovněž ve volbách v roce 2015. Od května do prosince 2015 zastával čtvrté Netanjahuově vládě post vicepremiéra a ministra vnitra. Na obě pozice a svůj poslanecký mandát rezignoval 20. prosince 2015 v souvislosti s obviněními ze sexuálního obtěžování.
Je ženatý s Judy Šalom Nir-Mozes, se kterou má pět dětí. Žije ve městě Ramat Gan.